# آق-جار (شهرستان تاق‌تاگل)
آق-جار (به لاتین: Ak-Jar) یک روستا در قرقیزستان است که در شهرستان تاق‌تاگل واقع شده‌است. آق-جار ۳۲۶ نفر جمعیت دارد و ۱٬۸۶۱ متر بالاتر از سطح دریا واقع شده‌است.